# Алфонсатос-Типалдос, Константинос
Константинос Алфонсатос-Типалдос  (греч. Κωνσταντίνος Αλφονσάτος-Τυπάλδος; 1873, Кефалиния — 1945, Афины) — греческий вице-адмирал, руководитель мятежа на греческом флоте в 1909 году, участник Балканских войн 1912—1913 годов, морской министр.

## Биография
Константинос Алфонсатос-Типалдос происходил из старинного аристократического рода острова Кефалиния Алфонсатов, ветви рода Типалдов. Закончил военно-морское училище в городе Пирей.
Принял участие в греко-турецкой войне 1897 года и в борьбе за Македонию. Типалдос был отличным стрелком. Современники описывают его как долговязого забияку, дуэли с которым его противники избегали, в силу его стрелковых способностей.

## 1909 год
Типалдос в звании капитан-лейтенанта вступил в «Военный совет» греческих офицеров, руководимых полковником Николаосом Зорбасом («Движение в Гуди»), который вынудил королевский двор и политиков Греции к проведению реформ в армии и в стране. Но после того как «Военный совет» стал практически правительственным органом и к нему стали примыкать высшие офицеры флота, амбиции Типалдоса привели его к столкновению с «Военным советом».
16 октября во главе своих сторонников Типалдос захватил на базе ВМФ на острове Саламин 5 находившихся там эсминцев. Против мятежников выступила верная правительству группа броненосцев. Типалдос на борту эсминца «Сфендони», которым командовал Иоаннис Деместихас, возглавляя группу из 3 эсминцев, принял бой с 3 броненосцами в Саламинском проливе. Артиллерийская дуэль продолжалась 15 минут. В результате прямого попадания «Сфендони» получил крен и во избежание потопления Типалдос дал команду посадить эсминец на мель. Эсминец «Навкратуса» получил более лёгкие повреждения. 5 моряков с мятежных эсминцев погибли. Стало очевидно, что у мятежа нет перспектив. Типалдос и 7 его соратников ушли в горы, но были схвачены и подвергнуты суду. 
Судебный процесс стал ареной политической борьбы и при поддержке короля через несколько месяцев мятежники получили амнистию, но Типалдос был вынужден покинуть страну.

## Балканские войны
В Первую Балканскую войну Типалдос был командиром эсминца «Ники».
Во Вторую Балканскую войну командовал полком морского десанта (29-й полк), освобождавшим от болгар прибрежные города регионов Восточная Македония и Фракия. 26 июня (9 июля) 1913 года был освобождён город Кавала. В тот же день греческая пехота освободила город Струмица и морские пехотинцы, продолжая наступление на север, встретились с союзной сербской армией. 1 (14) июля 1913 года был занят город Александруполис (тур. Деде-агач) и на следующий день город Комотини (тур. Гюмюрджина).

## Последующие годы
В 1920 году Типалдос получил звание контр-адмирала.
В 1922 году был депутатом от острова Кефалинии на 3-м Национальном Собрании и стал Морским министром.
В 1926 году был назначен начальником Генерального штаба Флота (Γ.Ε.Ν.). Ушёл в отставку в 1931 году в звании вице-адмирала. Был командиром основной базы Флота на острове Саламин, директором Школы морской артиллерии и губернатором Западной Фракии.